# 淳安县
淳安县位于中国浙江省西部，是杭州市下辖的一个县，以境内的千岛湖（新安江水库）闻名。縣人民政府駐千岛湖镇新安北路18号。淳安是浙江省地域面积最大的县，面积超过地级市嘉兴。区域总面积为4,417.48平方公里。
淳安县由老淳安县和遂安县合并而来。两县都始建于汉末三国208年，始终同属一郡（州、府、路），隋603年起隶属睦州（即后来之严州府）。淳安境内贺城在唐697年前一直为郡州治所。1958年，因新安江水电站建设，兩縣合併，以处理库区移民安置等事宜。1963年，淳安縣劃屬杭州市。

## 历史
东汉建安十三年（208年），孫吳大将賀齊平定黟县、歙县一带的山越，分歙县东叶乡为始新县，分歙县南乡为新定县。同年，析丹阳郡置新都郡，下辖始新、新定等六县，以始新为首县，贺齐为太守。次年，贺齐筑贺城，作为郡治。
西晋太康元年（280年），晋灭吴，新都郡改为新安郡，新定县改为遂安县。隋开皇九年（589年），隋文帝废天下诸郡。始新县改名新安县，遂安、寿昌两县并入，属婺州。仁寿三年（603年），隋炀帝置睦州，以新安为首县，州治贺城。遂安重新从新安县析出，同属睦州。大业三年（607年），改新安县为雉山县，县治从新定里迁至雉山下。唐武德四年（621年），遂安县治迁往狮城。文明元年（684年），雉山县改回新安县。武周神功元年（697年），睦州州治从贺城迁往建德，新安县治移入贺城。神龙元年（705年），寿昌重新从新安县析出。此后，两县县治、县域、隶属基本稳定，仅新安县名仍有变化。
唐开元二十年（732年），新安县改名还淳县。永贞元年（805年），因避宪宗李纯讳，还淳县改名青溪县，或作清溪縣。北宋末年，青溪县人方腊在睦州聚众起事，朝野震动。被平定后，宋徽宗于宣和三年（1121年）改青溪县为淳化县，改睦州为严州。南宋绍兴元年（1131年），淳化县改为淳安县。
民国初年，全国废府。1949年5月，淳安、遂安两县相继归属中国共产党政权，均属省第四专署（后改建德专署）。1957年，当时华东最大的水力发电站新安江水电站开始动工建设。1958年，淳安、遂安兩縣合併，成立新的淳安縣，县城迁至排岭（即今千岛湖镇），大量居民随迁；建德专署撤销，淳安隶属金华专署。1959年9月21日，新安江截流，贺城、狮城及其他27个乡镇、1377个村庄没入巨型水库——千岛湖，29万库区移民迁至浙皖赣3省50余县。1963年，淳安縣劃屬杭州市。

## 自然条件

### 地理
淳安县位于钱塘江支流新安江中游，东西96.8公里，南北94.4公里，是浙江省面积最大的县。
淳安县地势四面多山，中间为丘陵，略呈盆地状。主要山脉有白际山脉、千里岗山脉、昱岭山脉。最高点为千里岗山脉主峰磨心尖，海拔1523米。
淳安县境内的主要河流有新安江，最大的湖泊为千岛湖。新安江全长293公里，淳安境内68公里。

### 气候
1961年至1980年间，淳安县年平均温度为17摄氏度，1月份平均温度5.0摄氏度，7月平均温度28.9摄氏度。年平均降雨量1430毫米，年平均日照时数为1951小时。

## 行政区划
淳安县下辖11个镇、12个乡：
千岛湖镇、文昌镇、石林镇、临岐镇、威坪镇、姜家镇、梓桐镇、汾口镇、中洲镇、大墅镇、枫树岭镇、里商乡、金峰乡、富文乡、左口乡、屏门乡、瑶山乡、王阜乡、宋村乡、鸠坑乡、浪川乡、界首乡和安阳乡。

## 人口
2022年初全县总户数146939户，户籍人口452763人。在户籍人口中，男性228858人，女性223905人。其中千岛湖镇户籍人口84974人。全县人口出生率5.67‰，人口自然增长率-1.30‰。

## 交通
- 公路：全县公路里程2347.8公里，其中高速公路里程13.6公里，省道里程56.9公里，县道里程796.8公里。
- 铁路：千岛湖站

## 矿产资源
淳安县主要矿产资源有褐铁矿、黄铁矿、铅锌矿等。

## 名胜
- 千岛湖

## 特产
千岛湖鱼：中国地理标志产品。